# Wonoplumbon
Wonoplumbon is een bestuurslaag in het regentschap Semarang van de provincie Midden-Java, Indonesië. Wonoplumbon telt 2865 inwoners (volkstelling 2010).